# Erythrina sandwicensis
Espèce
Erythrina sandwicensis, appelée wiliwili en hawaïen, est une espèce de plantes à fleurs de la famille des Fabaceae. C'est un arbre endémique de l'archipel d'Hawaï.

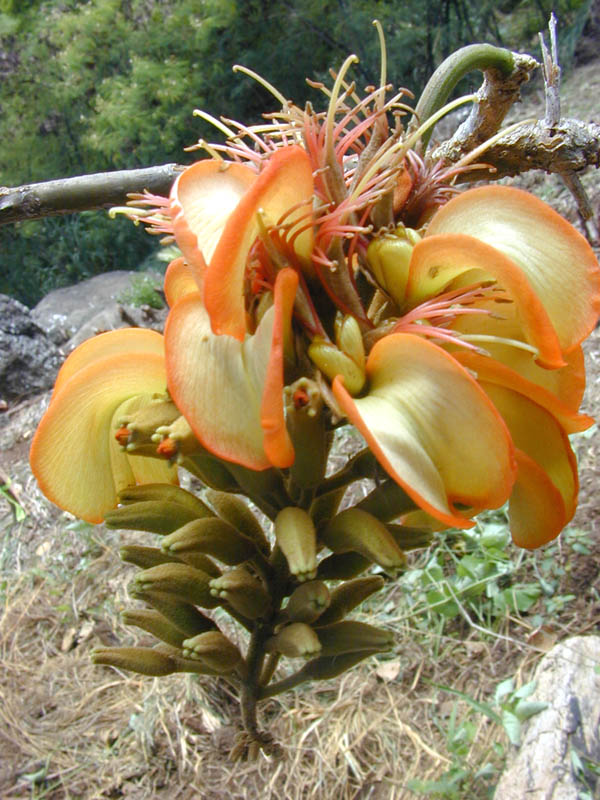
Fleurs sur Oahu (Hawaï).